# Tanystrosuchus
Tanystrosuchus („dlouhý krokodýl“) je potenciálně neplatný rod vývojově primitivního teropodního dinosaura, žijícího v období pozdního triasu (geologický věk nor, asi před 208 miliony let) na území současného Německa. Formálně byl popsán paleontologem Friedrichem von Huenem v roce 1908.

## Historie

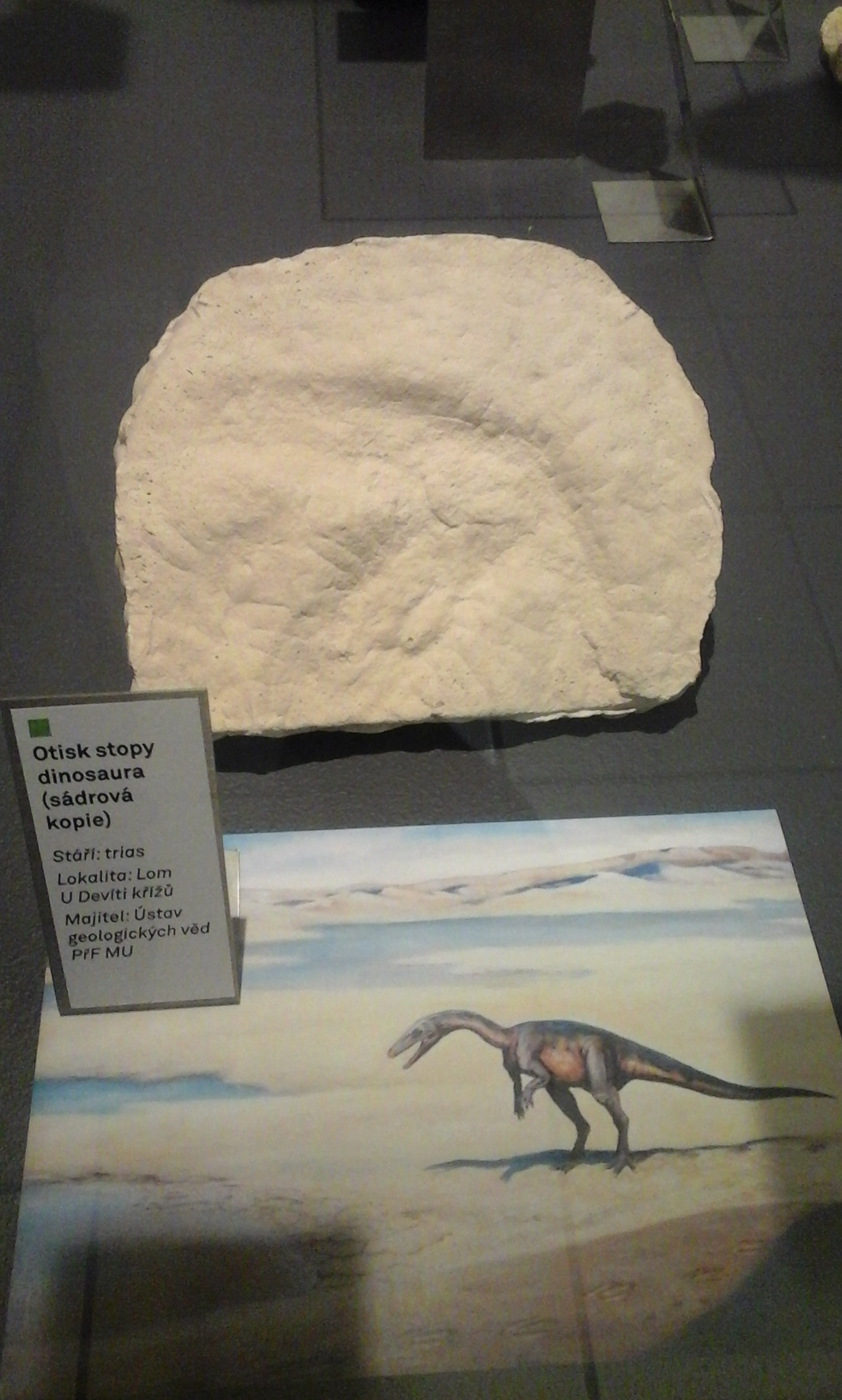
Fosilní otisk stopy malého teropoda z České republiky (lom U Devíti Křížů nedaleko Červeného Kostelce). Tanystrosuchus žil zhruba ve stejné době a mohl být jeho blízkým příbuzným.

Jediný fosilní krční obratel byl objeven v 60. letech 19. století S. F. J. von Kapffem v sedimentech souvrství Löwenstein (či střední Stubensandstein) na území Bavorska. Německý přírodovědec Christian Erich Hermann von Meyer obratel stručně popsal již v roce 1865, nepřiřadil mu ale žádné oficiální jméno. V roce 1907 začal fosilii zkoumat von Huene, který poznal, že patřila teropodnímu dinosaurovi. Německý paleontolog jej proto popsal a pojmenoval jako "Tanystropheus posthumus" (rod Tanystropheus byl tehdy ještě považován za teropodního dinosaura). Zkamenělina se poté dostala do sbírek Státního přírodovědeckého muzea ve Stuttgartu (dnes katalogové označení SMNS 4385) a byla nesprávně označena jako Nicrosaurus (zástupce skupiny Phytosauria). V roce 2000 fosilii dohledali paleontologové Oliver Rauhut a Axel Hungerbühler, kteří konstatovali, že se nepochybně jedná o obratel teropoda podobného rodu Liliensternus, vzhledem k nekompletnosti nálezu je ale nezbytné označit jej za nomen dubium (pochybné vědecké jméno). V současnosti tedy není jisté, o jakého dravého dinosaura se jednalo.